# Герб Михайловского района (Амурская область)
Герб Михайловского района Амурской области — официальный символ района.
Герб утверждён Решением 18/275 Михайловского районного Совета народных депутатов 16 февраля 2006 года.
Герб зарегистрирован решением Геральдического совета при Президенте Российской
Федерации. (Протокол 31 от 18 мая 2006 года.)

## Описание герба
«В червлёном поле с волнисто выщербленной и широко окантованной серебром лазоревой оконечностью, обременённой золотым якорем, два золотых ключа накрест (ушками вниз), сопровождённые положенными наподобие венка по сторонам и внизу: справа — золотой головкой пшеничного колоса, слева — золотым стручком сои».

## Описание символики
Элементы герба скомпонованы на фоне стилизованного флага Амурской области (территориальная принадлежность).
Символ — ключи от границы определяет наличие в районе международного пропускного пункта.
Колос пшеницы и стручок сои символизирует развитие в районе сельского хозяйства, как приоритетной отрасли производства.
Якорь в центре нижней части герба — наличие в районе речного порта.